# Accell Group
Accell Group N.V. è un'azienda olandese di biciclette con sede a Heerenveen, nei Paesi Bassi. L'azienda è leader nel mercato europeo delle e-bike e possiede un ampio portafoglio di marchi di biciclette, tra cui Atala, Batavus, Ghost, Green's, Haibike, Koga, Loekie, Lapierre, Raleigh, Sparta, Van Nicholas, Whistle, Winora.

## Storia
Accell Group è stata fondata nel 1998, in seguito alla scissione dalla società madre, ATAG Holding. ATAG Holding aveva acquisito il produttore olandese di biciclette Batavus nel 1986 ed espanso la sua divisione ciclistica attraverso l’acquisizione di altri marchi. Nel 1998 fu presa la decisione di separare le attività legate alle biciclette in un'entità autonoma, dando così origine ad Accell Group, che fu successivamente quotata alla borsa Euronext di Amsterdam.
Nel corso degli anni, Accell Group è cresciuta attraverso l'acquisizione di diversi produttori di biciclette noti, tra cui Atala nel 2011, Raleigh nel 2012 e lo specialista olandese di cargo bike Babboe nel 2018. Nel 2002 era stato acquisito anche lo storico gruppo tedesco Winora, l'azienda ha quindi consolidato una forte presenza nel segmento delle e-bike, con marchi come Haibike che è stato il pioniere nella categoria delle e-mountain bike.
Nel maggio 2017, Accell Group ha ufficialmente respinto un’offerta di acquisizione da 845 milioni di euro da parte della rivale olandese Pon Holdings, ritenendo che la proposta non riflettesse adeguatamente il valore futuro dell’azienda.

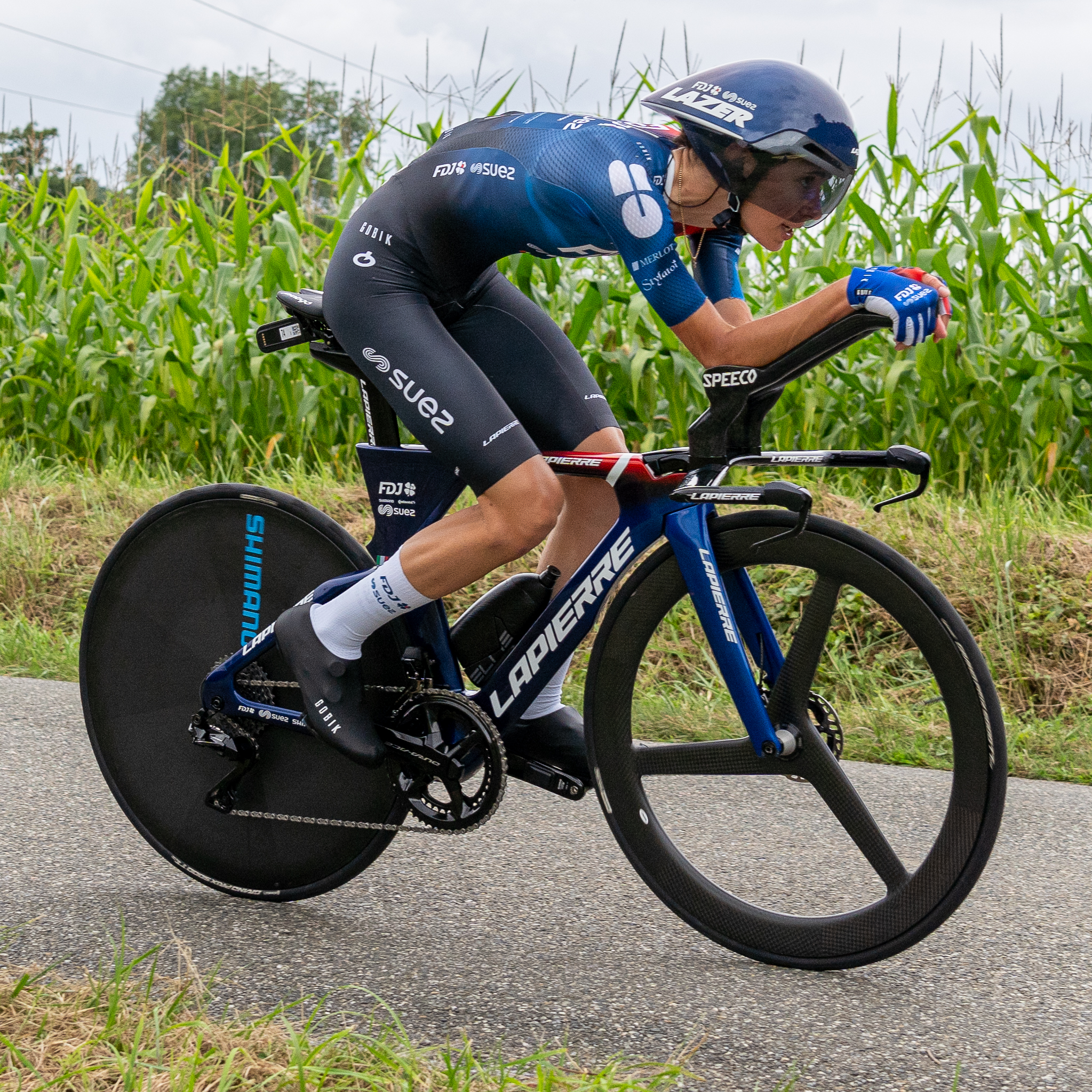
L'atleta Marta Cavalli su bicicletta Lapierre

L’azienda si è espansa significativamente anche in Nord America, ma ha dovuto affrontare diverse difficoltà. Nel 2017, la perdita di un contratto per la vendita di biciclette attraverso Dick’s Sporting Goods ha contribuito a ingenti perdite finanziarie per la sua divisione nordamericana. Nell’agosto 2019, Accell ha ristrutturato le proprie operazioni nordamericane vendendo i marchi Diamondback, Redline e IZIP alla società di investimenti Regent LP.
Nel gennaio 2022 è stato annunciato che Accell Group sarebbe stata acquisita dalla società americana di investimenti Kohlberg Kravis Roberts (KKR) in un'operazione del valore di circa 1,56 miliardi di euro. L’acquisizione è stata completata nell’agosto 2022 e Accell Group è stata ritirata dalla borsa Euronext di Amsterdam.
Dopo l’acquisizione, Accell Group è stata colpita da una grave crisi del settore. Nel 2023, i ricavi sono scesi a 1,294 miliardi di euro e l’azienda ha registrato una perdita netta di 390 milioni di euro, che includeva 344 milioni in costi straordinari legati a stock obsoleti, ristrutturazioni e un importante richiamo di prodotto delle cargo bike Babboe.
Nell’ottobre 2024, Accell Group ha annunciato un accordo con i creditori per ridurre il proprio debito di circa 600 milioni di euro, da 1,4 miliardi a 800 milioni. L’azienda ha inoltre lavorato per normalizzare le scorte, riuscendo a ridurre l’inventario di biciclette finite da un picco di 340.000 unità alla fine del 2023 a 169.000 unità entro novembre 2024.

## Brand

### Comfort e mobilità urbana
- Batavus: Storico marchio olandese noto per le sue biciclette da città e tradizionali.
- Sparta: Marchio olandese con una forte specializzazione nelle e-bike.
- Koga: Marchio olandese premium conosciuto per le sue biciclette da turismo e trekking di alta qualità, realizzate a mano e spesso vincitrici di premi per il design.
- Raleigh: Storico produttore britannico di biciclette.
- Winora: Marchio tedesco focalizzato su biciclette da città e per famiglie.

### Sport e prestazioni
- Lapierre: Produttore francese di biciclette da strada e mountain bike. Lapierre è presente nell'UCI World Tour come sponsor tecnico di squadre di ciclismo.
- Haibike: Marchio tedesco del gruppo Winora considerato pioniere delle e-mountain bike (e-MTB), avendo introdotto il primo modello di ebike al mondo, la Haibike XDURO nel 2010[2].
- Ghost: Marchio tedesco che offre un'ampia gamma di mountain bike ed e-mountain bike.
- Whistle: marchio italiano del gruppo Atala specializzato in biciclette ad alte prestazioni, con modelli da corsa, gravel, mountain bike e biciclette elettriche (e-MTB).

### Cargo e famiglia
- Babboe: Marchio olandese specializzato in cargo bike.
- Carqon: Marchio premium di cargo bike.

### Altri marchi
- Van Nicholas: Marchio olandese specializzato in biciclette con telaio in titanio.
- Loekie: Marchio olandese focalizzato sulle biciclette per bambini.
- Tunturi: Marchio finlandese con una lunga storia sia nel settore del fitness che in quello delle biciclette.
- Nishiki: Marchio con origini giapponesi, oggi venduto principalmente nei paesi nordici.

### Componenti e accessori
- XLC: Marchio europeo di Accell per componenti e accessori per biciclette.